# آبردین (کارولینای شمالی)
آبردین (به انگلیسی: Aberdeen) شهری در ایالت کارولینای شمالی کشور ایالات متحده آمریکا است که جمعیت آن در سرشماری سال ۲۰۱۰ میلادی، ۶٬۳۵۰ نفر بوده‌است.